# Jan B. Poulsen
Jan Børge Poulsen (f. 23. marts 1946) er en dansk tidligere fodboldspiller og nu -træner, der senest var træner for Haslev FC. Han var assistenttræner for Richard Møller Nielsen under Europamesterskabet i fodbold 1992, hvor Danmark vandt guld. I perioden 1992-1999 var han træner for det danske U21-landshold. Både som assistenttræner og U21-landstræner blev han afløst af Flemming Serritslev.
Som spiller spillede Jan B. Poulsen først for Store Heddinge Boldklub og Rønne Idrætsklub før han i 1969 kom til BK Frem. Her spillede han knap 200 kampe og opnåede bl.a. at blive topscorer i den bedste danske række, 1. division.